# Leptotrichus naupliensis
Leptotrichus naupliensis är en kräftdjursart som först beskrevs av Karl Wilhelm Verhoeff1901.  Leptotrichus naupliensis ingår i släktet Leptotrichus och familjen Porcellionidae.

## Underarter
Arten delas in i följande underarter:
- L. n. thermiensis
- L. n. bilselii
- L. n. mersinensis